# Сулейманова, Алагез Мамедали кызы
Алагез Мамедали кызы Сулейманова (в девичестве — Асадова, азерб. Alagöz Məmmədəli qızı Süleymanova; 1920, Зангишалы, Шушинский уезд — 6 февраля 1978, Зангишалы, Агдамский район) — советский азербайджанский хлопковод, Герой Социалистического Труда (1951).

## Биография
Родилась в 1920 году в селе Зангишалы Шушинского уезда Азербайджанской ССР (ныне село в Агдамском районе).
В 1936—1972 годах — колхозница, звеньевая колхоза имени Орджоникидзе Агдамского района. В 1950 году получила урожай хлопка 74,9 центнера с гектара на площади 83 гектара.
Указом Президиума Верховного Совета СССР от 25 июля 1951 года за получение высоких урожаев хлопка в 1950 году на поливных землях Асадовой Алагез Мамедали кызы присвоено звание Героя Социалистического Труда с вручением ордена Ленина и золотой медали «Серп и Молот».
Активно участвовала в общественной жизни Азербайджана. Член КПСС с 1949 года.
С 1972 года — пенсионер союзного значения.
Скончалась 6 февраля 1978 года в родном селе.